# 匍生紫菀
匍生紫菀（学名：Aster stracheyi）为菊科紫菀属的植物。分布于不丹、锡金、印度、尼泊尔以及中国大陆的西藏等地，生长于海拔3,350米至4,720米的地区，见于岩石溪岸或高山泥沼地，目前已由人工引种栽培。